# أبيمديون دافيدي
أبيمديون دافيدي (الاسم العلمي: Epimedium davidii) هو نوع من النباتات يتبع جنس الأبيمديون من الفصيلة البرباريسية.